# キャサリン・ハイド (第8代クリフトン女男爵)
第8代クリフトン女男爵キャサリン・ハイド（英語: Katherine Hyde, 8th Baroness Clifton、旧姓オブライエン（O'Brien）、1673年1月29日 – 1706年8月11日）は、イングランド貴族。

## 生涯
イブラカン卿ヘンリー・オブライエンと第7代クリフトン女男爵キャサリン・ステュアートの娘として、1673年1月29日に生まれた。
1688年7月10日、コーンベリー子爵エドワード・ハイド（後の第3代クラレンドン伯爵、1723年3月31日没）と秘密結婚して、1男2女をもうけた。
- エドワード（1691年 – 1713年） - 第9代クリフトン男爵
- キャサリン（Catherine） - 生涯未婚
- セオドシア（1695年 – 1722年） - 第10代クリフトン女男爵

1702年11月2日に母が死去すると、クリフトン女男爵の爵位を継承した。
1706年8月11日にニューヨークにて没、ニューヨークのトリニティ教会に埋葬された。